# Punta Mercedes
Punta Mercedes är en udde i Argentina.   Den ligger i provinsen Santa Cruz, i den södra delen av landet, 1 700 km söder om huvudstaden Buenos Aires.
Terrängen inåt land är mycket platt. Havet är nära Punta Mercedes åt sydost. Trakten är glest befolkad.